# شهرستان پینگیاو
شهرستان پینگیاو (به لاتین: Pingyao County) یک منطقهٔ مسکونی در چین است که در جینجونگ واقع شده‌است. شهرستان پینگیاو ۱٬۲۶۰ کیلومتر مربع مساحت و ۵۰۲٬۷۱۲ نفر جمعیت دارد.